# Erythrura prasina
Erythrura prasina е вид птица от семейство Estrildidae.

## Разпространение
Видът е разпространен в Бруней, Индонезия, Камбоджа, Лаос, Малайзия, Мианмар и Тайланд.